# Batalla de Tuttlingen
La batalla de Tuttlingen se libró en Tuttlingen (Ducado de Wurtemberg) el 24 de noviembre de 1643 entre las fuerzas francesas y weimarianas dirigidas por el mariscal Josias Rantzau y el ejército del Sacro Imperio Romano Germánico y del Imperio español al mando de Franz von Mercy, compuesto por imperiales, españoles (al mando de Juan de Vivero y Menchaca), bávaros y tropas del Ducado de Lorena. En última instancia, las fuerzas de Rantzau fueron derrotadas por el ataque sorpresa de Mercy. Después de haber sufrido la derrota, las tropas de Rantzau se retiraron al margen izquierdo del río Rin, en Alsacia. Por otro lado, Mercy celebró la captura de Rantzau y siete mil soldados franceses. El gran desastre que para las armas francesas supuso se ha comparado con la derrota española en Rocroi, mucho más difundida por la historiografía. Pese al olvido deliberado de esta batalla, hay quien la considera el Rocroi francés.

## Batalla

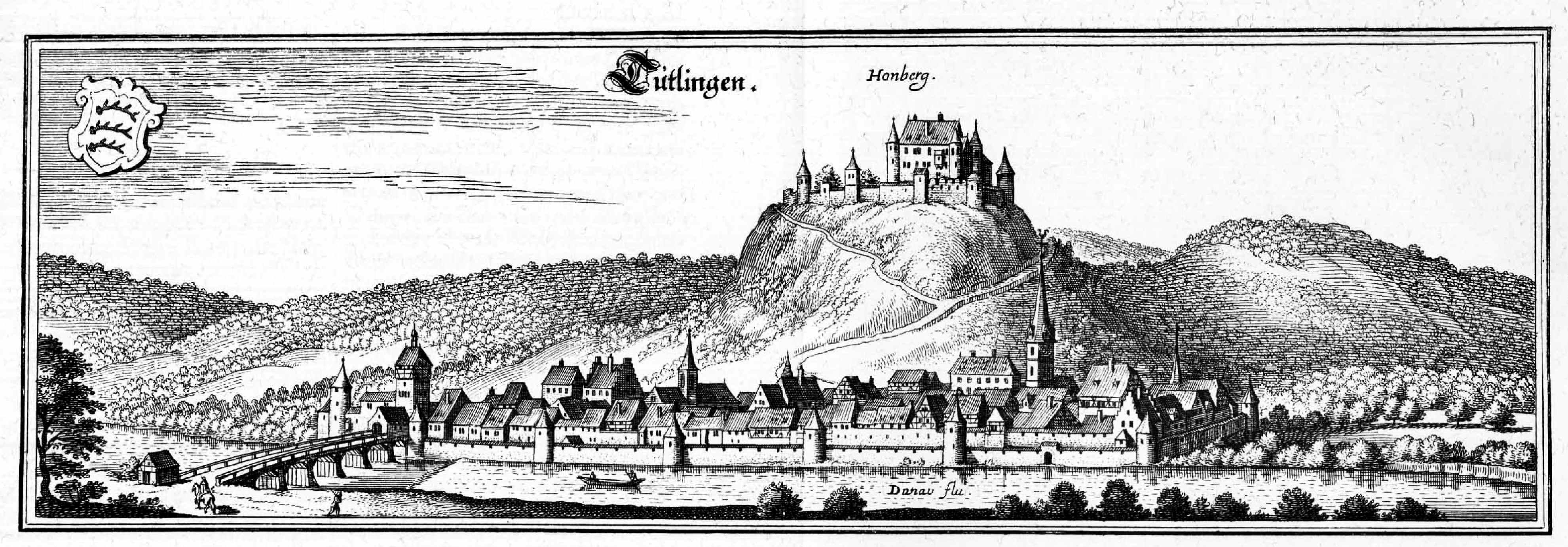
Representación de Tutlingen

A principios de noviembre, las fuerzas franco-weimarianas habían ocupado los cuarteles de invierno a orillas del Danubio en Tuttlingen. Destacamentos distantes fueron emplazados en Mühlingen y Möhringen, mientras que el cuartel general se instalaba en el castillo de Honberg, separado del pueblo por un cementerio. Con los franceses inactivos, Mercy convenció a los otros generales imperiales en Messkirch de que unieran las fuerzas para un ataque sorpresa al campamento francés. Para aumentar la sorpresa, los imperiales se acercaron desde el sudeste en lugar de hacerlo por el norte, donde el Danubio y la guarnición francesa en Rottweil les bloqueaban el camino.
A media tarde del 24 de noviembre, Johann von Werth dirigió 2000 jinetes en el primer grupo de asalto contra Möhringen y logró un éxito instantáneo, derrotando a un regimiento de infantería francés compuesto por prisioneros de guerra españoles. Los dragones bávaros capturaron a los piquetes franceses colocados cerca de Tuttlingen, lo que permitió a los imperiales apoderarse con mínima oposición del parque de artillería francés ligeramente defendido en el cementerio a las afueras de la ciudad. La caballería weimariana en Mühlheim intentó reforzar a los franceses en Tuttlingen pero fueron interceptados y derrotados por el hermano de Mercy, Kaspar. Kaspar luego aniquiló a la infantería weimariana que quedaba en Mühlheim.
En ese momento, la caballería francesa empezó la retirada. Las armas capturadas se utilizaron para bombardear a la indefensa infantería francesa en Tuttlingen y Möhringen, que capituló al día siguiente junto a su comandante Rantzau. La lucha duró un día y medio, no tanto por la efectividad de la resistencia franco-weimariana, sino por la naturaleza desorganizada y aislada de sus destacamentos. Los 2000 efectivos de la guarnición francesa en Rottweil se rindieron una semana después.
El ejército de Rantzau dejó de existir en gran medida; los restos del mismo se retiraron a través del río Rin hacia Alsacia. Además, Mercy mantuvo cautivos a Rantzau, otros siete generales, nueve coroneles, diez cañones, todo el equipaje y siete mil soldados franceses. Otros 4000 soldados yacían muertos o heridos. El ejército de Sajonia-Weimar quedó paralizado permanentemente a causa de este desastre.